# Streghe di una notte di mezza estate
Streghe di una notte di mezza estate è il quattordicesimo romanzo di Terry Pratchett ambientato nel Mondo Disco. È la quarta storia incentrata sulle streghe, Nonnina Weatherwax, Tata Ogg e la giovane Magrat Garlick. Il titolo appare come un riferimento alla celebre commedia di William Shakespeare "Sogno di una notte di mezza estate".

## Trama
In questa storia, seguito diretto di Streghe all'estero, ritroviamo Nonnina Weatherwax (introdotta ne L'arte della magia), e le sue due colleghe streghe, Tata Ogg e Magrat Garlick (introdotte nel libro Sorellanza stregonesca). Le tre streghe di ritorno da Genua, situata dall'altro lato del continente, dovranno fare i conti con delle "nuove" streghe autodidatte che hanno richiamato sul Disco poteri molto antichi:gli elfi.

## Personaggi
- Esmeralda Weatherwax, nota come Nonnina Weatherwax: strega
- Tata Ogg: strega
- Magrat Garlick: strega, futura regina di Lancre
- Verence II: re di Lancre
- Munstrum Ridcully: arcicancelliere dell'Università Invisibile
- Il Tesoriere: mago dell'Università Invisibile
- Il Bibliotecario: mago. Orango, causa incantesimo

## Edizioni
- Terry Pratchett, Streghe di una notte di mezza estate, Salani, 2012,  pp. 336.